# Suely Campos
Maria Suely Silva Campos (Amajari, 14 de mayo de 1953) es una empresaria y política brasileña. Fue gobernadora del estado de Roraima entre 2015 y 2018.

## Biografía
Graduada en Letras por la Universidad Federal de Roraima, está casada con el político y exgobernador Neudo Campos y es madre de cuatro hijos.
Salió elegida diputada federal en las elecciones de Roraima en 2002, entonces por el PFL. En 2008, ya por el Partido Progresista, obtuvo el cargo de vicealcaldesa de Boa Vista en la lista encabezada por Iradilson Sampaio.

## Gobernadora de Roraima
Sustituyó el marido y candidato Neudo Campos en la disputa por el cargo de gobernador del Estado de Roraima en las elecciones provinciales en 2014. Obtuvo la primera colocación en el primer turno y venció el pleito en el segundo turno contra el gobernador en ejercicio Chico Rodrigues.

### Comisión Parlamentaria Especial
A mediados de septiembre de 2015, fue instaurada una Comisión Parlamentario Especial en la Asamblea Legislativa para analizar un posible desvío de fondos por parte de la gobernadora, con base en la responsabilidad del Ministerio Público de Cuentas (MPC). Entre las denuncias, figura que nombró a su marido, Neudo Campos, en el cargo de consultor especial, lo que es inconstitucional. En respuesta, la gobernadora afirmó: "El Gobierno reitera que no fue creado ningún cargo público a través de Decreto y que el exgobernador Neudo Campos firmó Término de Adhesión para actividad de Consultor Especial, sin remuneración y sin vínculo alguno con el Estado, siguiendo los dispositivos de la Ley Nacional 9.608/1998. Neudo Campos no recibió dietas ni recibió resarcimiento alguno por los gastos en los viajes de Estado".